# Prosoplus amboinicus
Prosoplus amboinicus är en skalbaggsart som beskrevs av Stefan von Breuning 1974. Prosoplus amboinicus ingår i släktet Prosoplus och familjen långhorningar. Inga underarter finns listade i Catalogue of Life.